# WWK ARENA
De WWK ARENA is een voetbalstadion met plaats voor 30.660 toeschouwers in Augsburg, Beieren. Het stadion werd in de periode 2007–2009 gebouwd.
Sinds het seizoen 2009/10 is het de thuisbasis van de voetbalclub FC Augsburg. Hiermee volgt het het Rosenaustadion op. Het stadion maakte deel uit van het Wereldkampioenschap voetbal vrouwen onder 20 - 2010 en was tevens een van de stadia voor het Wereldkampioenschap voetbal vrouwen 2011.

## Interlands
Het Duits voetbalelftal speelde één interland in het stadion.
| 1 | 29 mei 2016 | Duitsland – Slowakije | 1 – 3 | Vriendschappelijk | 22.110 |